# Ginevra degli Almieri (film)
Ginevra degli Almieri è un film del 1935 diretto da Guido Brignone che segnò l'esordio cinematografico di Amedeo Nazzari.

## Trama
La famiglia di Ginevra degli Almieri ha combinato un matrimonio d'interesse che la giovane Ginevra è costretta ad accettare. A matrimonio appena celebrato cade in catalessi, da essere creduta morta. Risvegliatasi, incontra l'uomo veramente amato e ripara in una sua casa di campagna. Quest'ultimo viene accusato di avere rubato la salma, pertanto si reca in città ove si celebra un processo, al termine del quale il Giudice-Abate, data l'eccezionalità del caso, decreta nullo il matrimonio precedente, concedendo a Ginevra di sposarsi con l'amato.

## Produzione
Prodotto da Liborio Capitani per Capitani Film in collaborazione con la I.C.A.R. di Alfredo Proia, il film fu girato negli Stabilimenti CINES di Via Vejo a Roma. Durante le riprese un incendio distrusse gli studi, ma non si conosce il luogo in cui le riprese furono terminate. La pellicola uscì nelle sale nel dicembre del 1935.
Gli autori del soggetto dichiararono di aver preso ispirazione da una vecchia leggenda fiorentina. Il 19 aprile del 1815 fu presentata alla Scala di Milano un'opera semi-seria dallo stesso titolo, con musica di Farinelli e libretto di Giuseppe Maria Foppa.
Costumista del film è Titina Rota, qualificata costumista teatrale, sorella maggiore del famoso musicista Nino Rota.

### Cast
Questo fu il primo film da protagonista di Amedeo Nazzari, scoperto da Elsa Merlini che insisté per la sua prestanza fisica. Il film non ebbe il successo sperato. Successo che poco dopo ebbe Cavalleria, nel quale Amedeo Nazzari fu voluto da Anna Magnani, al momento moglie del regista Goffredo Alessandrini.

## Accoglienza

### Critica
Enrico Roma nelle pagine di Cinema Illustrazione del 1º gennaio 1936 «Ginevra degli Almieri è personaggio da farsa. La sua avventura quasi d'oltretomba si prestava per un film buffonesco, per una caricatura del dramma storico. L'impresa è in gran parte riuscita. Le situazioni d'infallibile effetto che l'argomento presentava, l'assieme degli interpreti tra i quali primeggia Elsa Merlini, una messinscena decorosa, hanno offerto al regista quanto di meglio si potesse desiderare. La sua Ginevra è divertente gustosa. Forse si poteva sfruttare meglio lo spavento dei fiorentini dinanzi a colei che credono lo spettro della ragazza uccisa dall'epidemia, ricavandone altri elementi di comicità. Ma non si può chiedere troppo»